# Кузнецов Михайло Миколайович
Михайло Миколайович Кузнєцов  (рос. Михаил Николаевич Кузнецов, 14 травня 1985) — російський веслувальник, олімпійський медаліст.

## Виступи на Олімпіадах
| Олімпіада  | Дисципліна           | Місце |
| ---------- | -------------------- | ----- |
| Пекін 2008 | каное-двійка, слалом | 3     |